# Даг Едвардс
Даглас «Даг» Едвардс (англ. Douglas "Doug" Edwards; нар. 21 січня 1971, Маямі, Флорида, США) — американський професіональний баскетболіст, що грав на позиції легкого форварда за декілька команд НБА.

## Ігрова кар'єра
На університетському рівні грав за команду Флорида Стейт (1990–1993). 
1993 року був обраний у першому раунді драфту НБА під загальним 15-м номером командою «Атланта Гокс». Професійну кар'єру розпочав 1993 року виступами за тих же «Атланта Гокс», захищав кольори команди з Атланти протягом наступних 2 сезонів.
Другою і останньою ж командою в кар'єрі гравця стала «Ванкувер Гріззліс», до складу якої він приєднався 1995 року і за яку відіграв один сезон.

## Кар'єра після НБА
2008 року був призначений на посаду директора з спортивного розвитку Університету штату Канзас.